# 柳季夫卡 (邵爾斯區)
51°42′54″N 31°59′48″E / 51.71500°N 31.99667°E
柳季夫卡（烏克蘭語：Лютівка），是烏克蘭北部的村莊，隸屬切爾尼希夫州的科留基夫卡區。該村始建於1650年，面積0.35平方公里，海拔高度136米，2001年人口61，人口密度每平方公里173.8人。